# Auserlesene Bibliothek der neuesten deutschen Litteratur
Die Auserlesene Bibliothek der neuesten deutschen Litteratur ist eine von Carl Renatus Hausen (1772–1775) und Christian Friedrich Helwing (1775–1781) herausgegebene wissenschaftliche Zeitschrift.
Die Auserlesene Bibliothek erschien von 1771 bis 1781 bei Meyer in Lemgo und war in der gelehrten Welt daher auch als ‚Lemgoische Litteraturbibliothek‘ bekannt. Der erste Band erschien zur Michaelismesse 1772, ihm folgten weitere neun Jahrgänge mit jeweils zwei Bänden pro Jahr zur Oster- und Michaelismesse, insgesamt 20 Bände.

## Zeitschriftenprogramm
Die Herausgeber grenzen sich bereits im Vorwort zum ersten Band (1772) stark von der von Friedrich Nicolai in Berlin verlegten Allgemeinen Deutschen Bibliothek ab, was nicht zuletzt durch die Verwendung des Begriffs „Auserlesen“ deutlich wird, der im deutlichen Gegensatz zum „Allgemeinen“ der Zeitschrift Nicolais steht. Die damit zum Ausdruck kommende Intention ist es, nicht die gesamte Buchproduktion zu erfassen, sondern gezielt auszuwählen und qualitativ anspruchsvoll zu rezensieren.
Unter der „neuesten deutschen Litteratur“ verstehen die Herausgeber: „die Rechtsgelehrsamkeit nach ihrem ganzen Umfange; die Arzeneigelehrsamkeit, die Mathematischen, Philosophischen, Historischen Wissenschaften; die Oekonomie in ihrem weitläuftigen Begriffe; die Philologie, Critik, schöne Wissenschaften und Künste“. Theologische Werke sollen mit dem Verweis auf eine Reihe von Spezialzeitschriften zur Theologie selten rezensiert werden, machen tatsächlich jedoch insgesamt fast sieben Prozent aller Rezensionen aus.
Die Rezensionen sind für das Medium ausgesprochen ausführlich und geben pointiert den Standpunkt des Rezensenten wieder. Für den wissenschaftlich interessierten und gut gebildeten Leser werden besonders ausgewählte Werke näher dargestellt und bewertet, so dass die Auserlesene Bibliothek insgesamt einen Typ von Zeitschrift repräsentiert, der dezidiert selektiv verfährt. Entsprechend ist die Zahl der besprochenen Bücher und damit der Rezensionen gemessen an der gesamten Buchproduktion eher gering, dafür liegt der Schwerpunkt in der Breite der Erörterung: Inhalte werden sorgfältig rekapituliert und differenziert bewertet. Zwar gibt es einige wenige Verrisse und polemische Beurteilungen, demgegenüber überwiegen jedoch die positiven Rezensionen im Vergleich zu neutralen, ambivalenten und negativen Besprechungen. Der Stil ist bei aller Wertungsfreudigkeit eher berichtend und versucht objektiv-kritisch zu sein. In den theologischen Rezensionen ist eine entschieden aufgeklärte Haltung erkennbar.

## Themenschwerpunkte
Die Rubrik der gelehrten Nachrichten umfasst Personal-, Universitäts- und Akademienachrichten, jedoch keine kurzen Anzeigen oder Ankündigungen von Büchern, wie sie in anderen Rezensionszeitschriften der Zeit üblich waren. Insgesamt bestand ein Verhältnis von 75 % Rezensionen zu 25 % gelehrten Nachrichten. Von den gelehrten Nachrichten abgesehen, die in ihrer Häufigkeit – nicht aber in ihrem Umfang – einen deutlichen Schwerpunkt der Zeitschrift setzen, liegt das Hauptaugenmerk auf der Besprechung von Werken aus dem Bereich der Geschichtswissenschaft, der Medizin, der Theologie, der ‚Schönen Künste‘, der Naturwissenschaften sowie der Jurisprudenz. Die am wenigsten behandelten Themengebiete sind die Wissenschaftsgeschichte, das Militärwesen sowie die Mathematik. Die Zeitschrift legt ihren Schwerpunkt auf die deutschsprachige und im deutschen Sprachraum erschienene Literatur; ausländische Schriften – im Original oder Übersetzung – werden nur in Ausnahmefällen besprochen. Innerhalb der deutschsprachigen Literatur liegt ein regionaler Schwerpunkt auf Werken mit Verlagsorten im nord- und mitteldeutschen Raum. Dies zeigt sich deutlich an den Rezensionen wichtiger norddeutscher Zeitschriften wie das Neue Hamburgische Magazin oder das Hannoverische Magazin. In diesem Zusammenhang verdient das Verhältnis der Auserlesenen Bibliothek zur Physikalisch-ökonomischen Bibliothek des Göttinger Ökonomen Johann Beckmann besondere Beachtung. Das innovative Blatt Beckmanns wurde zwar nur gelegentlich direkt rezensiert, aber in aller Regelmäßigkeit wurden dieselben ökonomischen Bücher besprochen. Bei näherer Betrachtung dominiert der Eindruck, dass die Rezensenten der Auserlesenen Bibliothek in der Auswahl ihres ökonomischen Stoffes Beckmanns Zeitschrift gefolgt sind. So sind bspw. alle 14 ökonomischen Bücher, die im fünften Band (1774) der Auserlesenen Bibliothek besprochen wurden, bereits vorher in der Physikalisch-ökonomischen Bibliothek rezensiert worden. Insgesamt ist der Eindruck der Bezugnahme der Lemgoer Auserlesenen Bibliothek auf die Rezensionen in Beckmanns Physikalisch-ökonomischer Bibliothek kaum zu übersehen.
Ist die Auswahl der rezensierten Bücher regional fokussiert, so wird in den gelehrten Nachrichten aus dem gesamten deutschsprachigen Raum berichtet. Diese gelehrten Nachrichten beschließen den jeweiligen Halbjahresband als die „Jahrbücher[n] der Gelehrten“. Sie enthalten Personal- und Universitätsnachrichten des zurückliegenden Halbjahrs und stammen zu einem nicht unerheblichen Teil aus dem süddeutschen Raum; so reichen etwa die Nachrichten des 2. Jahrgangsbandes des Jahres 1774 (Bd. 5) von den norddeutschen Städten Hamburg und Kiel bis in den süddeutschen Raum mit Karlsruhe, Ansbach, Erlangen.

## An der Zeitschrift beteiligte Personen
Die Rezensionen erscheinen anonym, werden aber ab dem fünften Band mit Ziffern oder vereinzelt auch mit Siglen unterzeichnet.
- Jakob Mauvillon
- Carl Renatus Hausen (Begründer)
- Ludwig August Unzer
- Johann Gottlieb Töllner
- Christian Günther Rautenberg
- Johann Heinrich Eberhard
- Johann Christian Polycarp Erxleben
- Johann Ernst Immanuel Walch
- Karl Friedrich Flögel
- David Christoph Seybold
- Abraham Jacob Penzel
- Christian Konrad Wilhelm Dohm (Mitherausgeber)
- Heinrich Friedrich Diez
- Justus Möser
- August Ludwig von Schlözer
- Christoph von Schmidt-Phiseldeck
- Michael Hißmann
- Johann Matthäus Hassenkamp
- Johann Friedrich Kleuker
- Abraham Philipp Gottfried Schickedanz
- Johann Gottfried Eichhorn
- Lorenz Philipp Gottfried Happach
- Christoph Georg Ludwig Meister